# Англо-османская конвенция
Англо-османская конвенция 1913 года — международно-правовой документ, подписанный 29 июля 1913 года. Конвенция не была ратифицирована, но одним из eё последствий было создание юридической базы для формальной независимости и определения границ современного Кувейта.

## Предыстория
Формально Кувейт находился под управлением Османской империи, однако его экономические связи с соседними арабскими эмиратами были гораздо более развиты, чем с турецкими городами. Неопределённый статус Кувейта и его нежелание допускать османских чиновников на кувейтскую территорию привел к османскому военному вторжению в Кувейт в 1871 году. Вторжение провалилось, а эмир нашёл поддержку со стороны Британии. В 1875 году Кувейт был включён в вилайет Басра, однако османская власть над этой страной так и осталась номинальной. В 1890-е гг., в связи с англо-германским соперничеством на Ближнем Востоке и появлением планов строительства Багдадской железной дороги, конечным пунктом которой должен был стать Кувейт, шейхство превратилось в объект межгосударственной борьбы. Британия была стратегически заинтересована в этом регионе, ввиду его близости к Британской Индии.

## Договор
Летом 1913 года была достигнута договоренность между Османской Портой и правительством Великобритании об ограничении пределов юрисдикции Османской империи в регионе Персидского залива в пользу Великобритании в отношении арабских княжеств Кувейта, Катара, Бахрейна. В частности, Кувейт получал статус автономной казы, а шейх Мубарак Ас-Сабах утверждался в должности каймакама (Article 1).
Также признавался британский контроль над судоходством по реке Шатт-эль-Араб.
Переговоры по этим вопросам шли с 29 июля 1911 года при деятельном участии Германии и Франции и были тесно увязаны с вопросом о концессиях на Багдадскую железную дорогу.

По конвенции, подписанной 29 июля 1913 года, Британия соглашалась на продление немецкой железной дороги вплоть до Басры, с тем, однако, условием, что эта дорога не будет продолжена к Персидскому заливу. 
«Последние два года перед Первой мировой войной были заполнены германо-турецкими переговорами по вопросу об этой дороге: они привели (перед самым началом войны) к подписанию предварительного договора, признававшего верховную власть Турции над Кувейтом; однако, одновременно с этим, подписаны были особые договоры между шейхом Кувейта и английским правительством, делавшие Англию фактической хозяйкой этой области»,
 — писал Карл Радек. Османская Турция, учитывая поражение в Итало-турецкой и 1-й Балканской войнах, заявила о готовности сделать некоторые уступки британцам (и арабским националистам).
Англо-османскую конвенцию не успели ратифицировать из-за разразившейся в следующем году Первой мировой войны, в которой Великобритания и Турция оказались по разные стороны фронта. Главным последствием конвенции было создание юридической базы для формальной независимости и определения границ современного Кувейта.

## Другие последствия
- 27 октября 1913 года шейх Кувейта Мубарак Ас-Сабах подписал обязательство о предоставлении Великобритании монопольных прав на разработку и добычу нефти в его стране.

- 4 ноября 1913 г. Великобритания вошла на равных в состав международной комиссии по турецко-персидскому разграничению, утвердив тем самым своё геополитическое присутствие в Шатт-эль-Араб-Кувейтском регионе. В этой комиссии участвовали также Россия, Персия и Османская империя. Британским комиссаром был назначен дипломатический чиновник Вратислав, его помощником — капитан Вильсон. «По условиям Разграничительного акта, вся водная полоса нижнего течения Шатт-эль-Араба признана турецким владением, за исключением некоторых островов и „Порта Мохаммеры“, то есть пространства воды вверх и вниз по реке у впадения в неё реки Карун (приблизительно на протяжении между островом Агават и пунктом Тувейиджат). Эта часть границы была быстро закончена путём двух выездов комиссии по реке, сперва на турецкой канонерке „Мармарис“, а затем на маленьком персидском пароходике. Был намечен и пункт на левом берегу канала Хаййен (один из левых притоков Шатт-эль-Араба), откуда д. б. начаться сухопутная граница по безводной пустыне в тылу Мохаммеры», — писал русский комиссар, известный востоковед В. Ф. Минорский.

- Стремясь найти компромисс c «обставившими» её британцами, Германия в июне 1914 года уступила Англии строительство железной дороги к югу от Багдада. Однако ряд политологов считает англо-германский конфликт из-за немецкого проникновения в район Персидского залива одной из причин Первой мировой войны.